# Cuscuta blepharolepis
Cuscuta blepharolepis är en vindeväxtart som beskrevs av Friedrich Welwitsch och William Philip Hiern. Cuscuta blepharolepis ingår i släktet snärjor, och familjen vindeväxter. Inga underarter finns listade i Catalogue of Life.